# Sviatoslav Fiodorov
Pour les articles homonymes, voir Fiodorov.
Sviatoslav Nikolaïevitch Fiodorov (en russe : Святосла́в Никола́евич Фёдоров), né le 8 août 1927 à Proskourov et mort dans un accident d'hélicoptère le 2 juin 2000 à Moscou, est un ophtalmologue et chirurgien russe, l'un des pionniers de la chirurgie réfractive. Ses méthodes non conventionnelles ont remis en question les techniques acceptées de l'époque et au départ surpris, choqué et contrarié ses collègues. Il a néanmoins persévéré et a fini par gagner l'acceptation et le respect. Auteur de plus de 300 publications, il est connu pour avoir mis au point un modèle de cristallin artificiel (1977), avoir développé un traitement chirurgical des cataractes traumatiques (1983) et la technique d'incisions radiaires à la face antérieure de la cornée lors de la chirurgie de la myopie. Membre correspondant de l'Académie des sciences de Russie (1987).
Sviatoslav Fiodorov est le fondateur du centre ophtalmologique clinique et de recherche de Moscou (1988), qui porte aujourd'hui son nom.

## Récompenses et décorations
- Médaille Lomonossov : 1986
- Héros du travail socialiste : 1987
- ordre de l'Amitié
- ordre de Lénine
- ordre de la révolution d'Octobre
- ordre du Drapeau rouge du Travail
- ordre de l'Insigne d'Honneur
- prix d'État de la fédération de Russie